# 30257 Leejanel
30257 Leejanel este un asteroid din centura principală de asteroizi.

## Descriere
30257 Leejanel este un asteroid din centura principală de asteroizi. A fost descoperit pe 29 aprilie 2000 la Socorro, New Mexico, în cadrul proiectului LINEAR. Asteroidul prezintă o orbită caracterizată de o semiaxă mare de 2,35 ua, o excentricitate de 0,15 și o înclinație de 1,3° în raport cu ecliptica.